# Uchiyama Toshihiko (1978)
Toshihiko Uchiyama (sinh ngày 21 tháng 10 năm 1978) là một cầu thủ bóng đá người Nhật Bản.

## Sự nghiệp câu lạc bộ
Toshihiko Uchiyama đã từng chơi cho Montedio Yamagata, Vissel Kobe, Ventforet Kofu và Vegalta Sendai.